# قصر ابن شعلان
قصر قصر كاف التاريخي، يقع القصر في القريات شمال المملكة العربية السعودية.

## بناء القصر
بنى قصر كاف بعهد العثمانيين سنة 1338هـ  وقد استعمل الحجارة الموجودة على قمم تلك الجهات والتي كانت تعتبر من القلاع القديمة.،ويقول أهالي المنطقة أن رجلاً من صعيد مصر وصل إلى كاف وبنى بيتاً في أعلى التل وسمي بتل الصعيدي، وقد بنيت عليه حامية لطريق الحجاج خلال العصر العباسي، وقد عُثر بداخله على بعض كسر الفخار التي تعود للعصر الحديدي منتصف الألف الأول ق.م، وكذلك وجود عدد من المدافن الركامية التي تحيط بكاف من الجهتين الشرقية والشمالية، وتعود هذه المقابر إلى منتصف الألف الأول ق.م، وكما تم العثور بداخل القصر على أساسات مبنى مستطيل الشكل، وتبلغ مساحته حوالي 11×6 م وعثر حول المبنى على بعض كسر الفخار النبطي، ويتجه القصر نحو الشرق، ويعتبر القصر نقطة تحكم لحركة القوافل التجارية القادمة من شرق وجنوب الجزيرة العربية، وأما الكتابة العربية الموضوعة فوق مدخل القصر وهي بالخط الكوفي القديم، ولعلها من العهد الأموي 41-132هـ .

## التاريخ
تم تسليم القصر إلى الملك عبد العزيز في عام 1344 هـ. توجد على بوابة القصر الرئيسة وثيقة تاريخية لبنائه، والتي كتب عليها تاريخ البناء 23 رجب 1338 هـ، منقوشة على قطعة من الحجارة في تصميم البناء نفسه. وقد أصبح القصر مقراً للحكم السعودي في المنطقة حيث تعاقب على العمل فيه كل من:
- علي بن بطاح: وكان أول أمير في القريات من رمضان من عام 1344 هـ.
- عبد الله بن حمدان.
- عبد الله الحواس.
- صالح بن عبد الواحد.
- عبد العزيز بن زيد.
- عبد العزيز السديري: وفي عهده تم نقل مقر الإمارة من قرية كاف إلى مقر القريات الحالي وذلك في عام 1357 هـ.

وبعد ذلك بقي القصر مقراً لمركز إمارة كاف ثم ترك وسلم لإدارة التعليم بالقريات لوحدة الآثار والمتاحف، وتم عمل توثيق وتسجيل له، وتم بعد ذلك ترميمه.

## انظر ايضاً
- قصر ابن سمحان
- القريات
- قصر المصمك
- قصر المربع

## وصلات خارجية
- معرض صور قصر كاف.
- دارة الملك عبد العزيز تحكي قصة بناء قصر كاف الأثري.
- جبل الصعيدي الذي يحتضن قصر كاف.